# Règles de Pauling
La stabilité des cristaux ioniques peut être déduite à l'aide de quelques règles énoncées par Linus Pauling en 1929. Ces règles rendent compte de la structure des solides inorganiques lorsque :
1. des liaisons chimiques existent seulement entre atomes différents (cations et anions) ;
2. la contribution du caractère ionique aux liaisons entre cations et anions est prépondérante ;
3. les polyèdres de coordination ont une géométrie idéale.

Plus la structure réelle s'écarte de la structure idéale décrite par les trois conditions ci-dessus et moins les règles de Pauling sont pertinentes et en accord avec les observations expérimentales.

## Première règle de Pauling
- Autour de chaque cation sont disposés des anions qui occupent les sommets d'un polyèdre. La distance cation-anion dépend de la somme des rayons ioniques et le nombre de coordination dépend de leur rapport.

| C.N. | Polyèdre              | Rapport de rayons |
| ---- | --------------------- | ----------------- |
| 3    | triangle              | 0,155 - 0,225     |
| 4    | tétraèdre             | 0,225 - 0,414     |
| 6    | octaèdre              | 0.414 - 0,645     |
| 8    | antiprisme tétragonal | 0.645 - 0,732     |
| 8    | cube                  | 0.732 - 1         |
| 12   | cuboctaèdre           | 1.00              |

Le nombre de polyèdres avec un sommet commun peut être déterminé grâce à une généralisation du concept de valence électrostatique. Soit q[M(i)] la charge électrique du cation M(i), et N[M(i)] son nombre de coordination, la force de la liaison électrostatique s(i) depuis chaque sommet du polyèdre est définie par : 
s(i) = q[M(i)]/N[M(i)]

## Deuxième règle de Pauling: principe de la valence électrostatique
- Dans un édifice ionique stable, la charge électrostatique q[A(j)] de chaque anion A(j) tend à compenser les forces des liaisons électrostatiques qui le joignent aux cations.

-{\displaystyle \Sigma }is(i) = q[A(j)]
Le principe de la valence électrostatique indique le nombre de polyèdres avec un sommet en commun, mais il ne peut pas prévoir le nombre de sommets que chaque polyèdre met en commun : 1 (sommet), 2 (arête), 3 ou plus (face). Cette précision est donnée par la troisième règle.

## Troisième règle de Pauling
- Le partage d'arêtes, et encore plus de faces, réduit la stabilité de la structure. Cet effet est plus important pour les cations de valence élevée et de nombre de coordination bas, et il est spécialement critique lorsque le rapport des rayons ioniques est proche de la limite supérieure pour la stabilité du polyèdre.

La diminution de la stabilité provient de la répulsion coulombienne cation-cation. En fait, en passant du partage d'un sommet à celui d’une arête et d’une face, la distance cation-cation diminue.
La déformation des polyèdres a tendance à modifier un peu ces valeurs. Cependant, l’effet de cette déformation est minimal lorsque le rapport des rayons ioniques est proche de la limite inférieure de stabilité du polyèdre.
Le partage d’éléments (sommets, arêtes, faces) du polyèdre de coordination en fonction du cation est traité par la quatrième règle de Pauling.

## Quatrième règle de Pauling
- Dans un cristal qui contient des cations différents, ceux qui ont la valence la plus élevée et le nombre de coordination le plus bas, tendent à ne pas partager de polyèdres de coordination en mettant un sommet, une arête ou une face en commun.

Cette règle explique pourquoi les tétraèdres de Si4+ et de Al3+ normalement partagent seulement leurs sommets, tandis que le partage d’arêtes est rare.

## Cinquième règle de Pauling: «règle de la parcimonie»
Le nombre de composants différents d'un cristal tend à être minimum.
Cette règle correspond au fait que les liaisons électrostatiques des anions chimiquement proches doivent être similaires. En outre, les polyèdres autour des mêmes cations tendent à être proches et à avoir des environnements chimiquement similaires.

## Limites
Les règles de Pauling doivent être vues comme des règles indicatives, et elles ne sont pas absolues. 
La première règle est très dépendante de la définition employée pour le rayon ionique et est donc difficile à évaluer.
En revanche, des études sur la base d'un grand nombre de composés ont montré par exemple que la deuxième règle est assez mal respectée. Au contraire, la troisième règle a un relativement bon pouvoir prédictif.